# Scyllarides obtusus
Scyllarides obtusus is een tienpotigensoort uit de familie van de Scyllaridae. De wetenschappelijke naam van de soort is voor het eerst geldig gepubliceerd in 1993 door Holthuis.
De soort komt voort in de wateren rond de eilanden Sint-Helena, Ascension en Tristan du Cunha in de Atlantische Oceaan.